# Хиперсексуалност
Хиперсексуалност е силно завишено сексуално желание и влечение или сексуална активност. Обикновено е свързана със занижени сексуални възбрани. Макар че хиперсексуалността може да бъде причинена от медицинско състояние или дори медикаменти, в повечето случаи причината е неизвестна. Медицински състояния като биполярно афективно разстройство може да причини хиперсексуалност, както и употребата на алкохол и някои наркотици могат да окажат влияние върху социалните и сексуалните възбрани и задръжки у някои хора. Голям брой теоретични модели са били използвани за обяснение на хиперсексуалността. Най-честият, особено в популярните медии, това е подходът като към сексуално пристрастяване, но сексолозите все още не са постигнали съгласие по темата. Алтернативни обяснения на състоянието включват модели на компулсивно и импулсивно поведение.
Според някои сексолози засилената хормонална активност в организма през пубертета може да бъде разглеждана и като хиперсексуалност. Така че тук хиперсексуалността основно се наблюдава като част от развитието пред юношеската възраст като юношеска или пубертетна хиперсексуалност под формата на фиксация на психиката върху сексуално-еротичните впечатления и фантазии. У мъжете хиперсексуалността е свързана с максимална продукция на тестостерон и се проявява в спонтанни ерекции. През този период важна роля във формирането на сексуалността играе семейното възпитание. Тук хиперсексуалността според традиционната психология има ролята в човешкото общество за формирането на правилното осъзнаване на своята полова роля и сексуална идентичност и предшества формирането на зрелите и адекватни условно-рефлекторни комплекси в сексуалната и половата сфера, обезпечаващи нормалното сексуално функциониране през зрялата възраст.
За хиперсексуалност при мъжа или засилено сексуално влечение се смята настъпването на ерекция, предизвикана от най-малки възбуждащи фактори[необходимо е уточнение] като четенето на еротична литература, мисълта за голо женско тяло (формите на женското тяло) или сексуален акт (което може да варира в зависимост от индивидуалните предпочитания и сексуална ориентация).
У животните хиперсексуалността се проявява в спорадически сексуални опити в това число и по отношение на обекти от неживата природа, и представители на собствения пол.